# 瑞利商
在数学中，瑞利商（英語：Rayleigh quotient）定义为：
{\displaystyle R(M,x)={x^{*}Mx \over x^{*}x}.}
式中，{\displaystyle M}为复埃尔米特矩阵，{\displaystyle x}为非零向量。对实矩阵和向量，对矩阵的埃尔米特矩阵要求退化为对称矩阵，对向量的共轭转置退化为转置。
{\displaystyle R(M,cx)=R(M,x)}对所有非零标量{\displaystyle c}成立。
埃尔米特矩阵（或实对称矩阵）只具有实特征值且可对角化，由此，对于给定矩阵，其瑞利商达到最小值λ（{\displaystyle M}的最小特征值）当{\displaystyle x}为{\displaystyle v_{\min }}（最小特征值对应的特征向量）；类似的：{\displaystyle R(M,x)\leq \lambda _{\max }}，{\displaystyle R(M,v_{\max })=\lambda _{\max }}。
瑞利商使用最小最大定理（min-max theorem）获得所有特征值的精确值。它还用于特征值算法（如瑞利商迭代），从特征向量近似值中获得特征值近似值。
在量子力学中，瑞利商给出了状态为{\displaystyle x}的系统中算子{\displaystyle M}观测值的期望值。

## 埃尔米特矩阵M的界
对于任意向量{\displaystyle x}，其瑞利商满足{\displaystyle R(M,x)\in \left[\lambda _{\min },\lambda _{\max }\right]}，其中{\displaystyle \lambda _{\min },\lambda _{\max }}分别代表矩阵{\displaystyle M}的最小特征值和最大特征值。观察定义可知，矩阵{\displaystyle M}的瑞利商等价于其特征值的加权和：{\displaystyle R(M,x)={x^{*}Mx \over x^{*}x}={\frac {\sum _{i=1}^{n}\lambda _{i}y_{i}^{2}}{\sum _{i=1}^{n}y_{i}^{2}}}}其中{\displaystyle (\lambda _{i},v_{i})}是第{\displaystyle i}个归一化后的特征值-特征向量对，{\displaystyle y_{i}=v_{i}^{*}x}是{\displaystyle x}在特征基中的第{\displaystyle i}个坐标。可以验证，当{\displaystyle x}为矩阵{\displaystyle M}最小（最大）特征值对应的特征向量{\displaystyle v_{\min }}（{\displaystyle v_{\max }}）时，{\displaystyle R(M,x)}取值达到其下（上）界。